# Humillación corporal

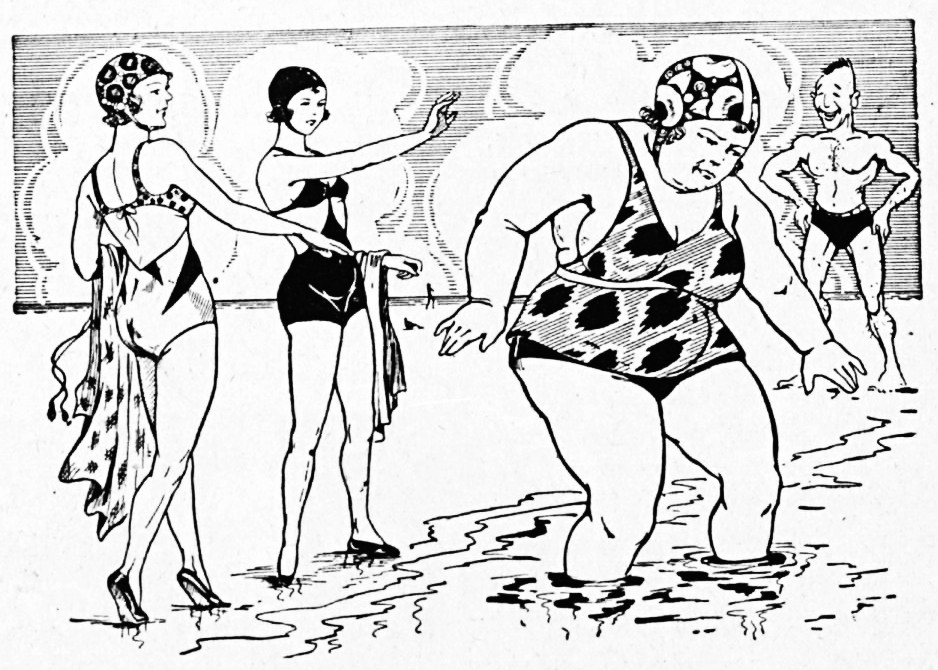
Propaganda brasileña (1942)

La humillación corporal (en inglés: body shaming) es el acto de ridiculizar o burlarse del aspecto físico de una persona. El alcance de la humillación corporal es amplio y puede incluir, a pesar de que no está limitado a, la humillación por sobrepeso o delgadez, por alta o baja estatura, por pilosidad o carencia de esta, por tener alguna marca en la cara (acné, cicatriz, etc), por el color de cabello o de piel, por la forma corporal o facial, por muscularidad o carencia de esta y, en su sentido más amplio, incluso puede incluir la humillación por tatuajes y piercings o por trastornos y enfermedades que dejan marcas físicas como el vitíligo, la heterocromía o la psoriasis.
En un estudio de películas y libros infantiles en relación con los mensajes sobre la importancia del aspecto físico, los medios de comunicación orientados a audiencias infantiles estaban altamente saturados con mensajes que enfatizan el atractivo como una parte importante de las relaciones y la interacción interpersonal. Entre las películas que se utilizaron en el estudio, dos películas de Disney tuvieron el número más alto de mensajes sobre belleza personal. Este estudio también encontró que el 64% de los videos estudiados retrataron a sus personajes obesos como no atractivos, malos, crueles, y antipáticos; más de la mitad de estas representaciones implicaron el factor o el consumo de alimentos.
Algunas formas de la humillación corporal tienen sus orígenes en la superstición popular, tal como los la discriminación contra las personas pelirrojas y los estereotipos de las personas rubias (sobre todo las mujeres: véase el tópico de la rubia tonta). Las formas que toma la discriminación también pueden variar significativamente según el grupo de edad. Por ejemplo, entre preadolescentes, los más altos a veces son descritos como torpes o feos e incluso reciben términos peyorativos o derogatorios como «larguirucho». Sin embargo, en la adultez, tales actitudes poco halagadoras típicamente se revierten ya que la altura es normalmente valorada entre los adultos.
A veces, la humillación corporal puede llevar a una percepción de que uno no es suficientemente masculino o femenino. Por ejemplo, los hombres con caderas anchas, pechos prominentes o que carecen de vello facial a veces son humillados por parecer femeninos. De igual modo, las mujeres han sido humilladas corporalmente por su carencia de feminidad o por tener hombros anchos, características que son típicamente asociadas con los hombres.
Los niveles extensos de humillación corporal pueden tener efectos emocionales negativos, incluyendo reducción en la autoestima y otros problemas como trastornos alimenticios, ansiedad, TDC y depresión.